# Det finns djup i Herrens godhet
Det finns djup i Herrens godhet är en psalm av Britt G. Hallqvist 1970 efter Frederick William Faber. Texten är hämtad ur Efesierbrevet 1:7. Från början fanns ingen refräng utan fyra kortare strofer, men slutligen blev andra strofen ("Det finns underbar förlossning") omkväde till de övriga. Psalmen uttrycker en stark framtidstro grundad på "Herrens godhet" och "det blod som göts en gång". Sista strofen är en bön om att få vara med och bygga broar till framtiden. Psalmen sjungs i många olika sammanhang. Den används till exempel ofta på begravningar (förmodligen mycket beroende på raderna "det finns glädje bortom graven").
Melodin förmodligen tysk känd från Paderborn år 1765, (F-dur, 3/4), samma som till Herre, se vi väntar alla. I Herren Lever 1977 är koralsatsen skriven av Harald Göransson.

## Publicerad i
- Herren Lever 1977 som nummer 927 under rubriken "Framtid och hopp".[1]
- Den svenska psalmboken 1986, 1986 års Cecilia-psalmbok, Psalmer och Sånger 1987, Segertoner 1988 och Frälsningsarméns sångbok 1990 som nummer 285 under rubriken "Tillsammans i världen".
- Sångboken 1998 som nummer 11.
- Den finlandssvenska psalmboken Svensk psalmbok för den evangelisk-lutherska kyrkan i Finland, 1986 som nummer 274 under rubriken Guds nåd i Kristus.